# 威廉·埃德加·盖洛
威廉·埃德加·盖洛（英語：William Edgar Geil，1865年10月1日—1925年4月11日），出生于美国宾夕法尼亚州的多伊尔斯敦。20世纪著名美国探险家、传教士、演讲家、摄影师，生前著有10本与他的旅行相关的书籍。据信，他是第一位走遍2500公里长的中国明长城的美国人。他参观了中国的五岳并著有《中国五岳》一书。他被认为是中国文化和宗教方面的专家。

## 外部連結
- 维基共享资源上的相關多媒體資源：威廉·埃德加·盖洛